# Pintao

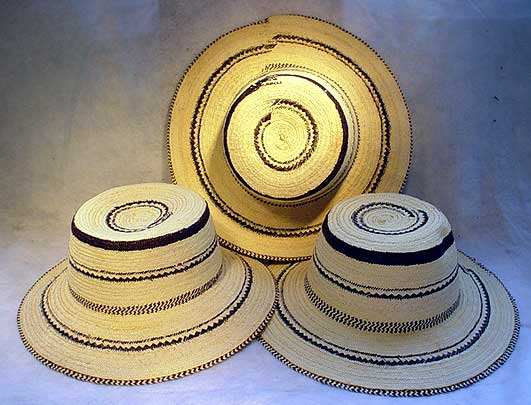
Pintaos

Ein Pintao (auch Pintado) ist ein Strohhut, der traditionell in Panama getragen wird. Der Hut hat meist schwarze oder braune Muster, häufig in der Form von Streifen, und wird aus Fasern von Palmblättern, Schilf, Pfirsichpalme und Agaven geflochten.
Im Gegensatz zu dem international bekannten Panama-Hut stammt der Pintao tatsächlich aus Panama und wird vor allem auch dort produziert.
Je nachdem in welcher Kombination die Krempen vorne, hinten oder den Seiten nach oben oder nach unten getragen werden, kann der Träger damit unterschiedliche Gemütslagen oder Lebenssituationen zum Ausdruck bringen.